# Gaspard Ulliel
Gaspard Ulliel   (Neuilly-sur-Seine, 25 de novembre de 1984 - Centre Hospitalari Universitari Grenoble-Alps, 19 de gener de 2022) va ser un actor francès. És conegut per haver interpretat el jove Hannibal Lecter a Hannibal Rising (2007) i el magnat de la moda Yves Saint Laurent en la pel·lícula biogràfica Saint Laurent (2014), i per ser el rostre de la fragància masculina Bleu de Chanel. Va ser elegit per interpretar Anton Mogart / Midnight Man en la propera sèrie de Disney+, Moon Knight (2022).
Ulliel va ser nominat al Premi César en la categoria de millor actor revelació el 2002 i 2003. El 2004, va guanyar aquest premi pel seu paper en Llarg diumenge de festeig. El 2017, va guanyar el Premi César al Millor Actor pel seu paper a It's Only the End of the World. Ulliel va morir el 19 de gener del 2022, després d'un accident d'esquí a l'estació de La Rosière, a Savoia, França.

## Biografia
Ulliel va néixer a Boulogne-Billancourt (un suburbi de París), fill de Christine, productora de passarel·les, i Serge Ulliel, estilista. Té una cicatriu a la galta esquerra com a resultat de l'atac d'un doberman quan va intentar muntar el gos com si fos un cavall a l'edat de sis anys. Una vegada va fer broma dient que la cicatriu augmentava la seva capacitat d'actuació emocional perquè semblava un clotet, i el seu obituari al diari francès Libération el va descriure com la "cicatriu més famosa del cinema francès".
Ulliel va assistir a la Universitat de Saint-Denis, on va estudiar cinema.

## Carrera
Ulliel va començar a actuar quan encara era a l'escola, apareixent a Une Femme En Blanc, una pel·lícula per a la televisió francesa. També va actuar al Cours Florent, on va ser descobert pel director de Les égarés André Téchiné.
Va començar a aparèixer en pel·lícules fetes per a la televisió a finals de la dècada de 1990 i principis de la de 2000, i després va començar a ser conegut com a actor de cinema a França, a més de protagonitzar el paper principal de la pel·lícula Hannibal Rising, la seva primera pel·lícula en anglès.
L'any 2004, va protagonitzar Llarg diumenge de festeig de Jean-Pierre Jeunet, que va protagonitzar Audrey Tautou, i va guanyar un César al millor actor revelació per la seva interpretació.
El 2007, va aparèixer a la portada del número de gener de Vogue francès amb la supermodel Doutzen Kroes. Posteriorment, Ulliel va ser triat com a imatge de Chanel per a la seva nova fragància masculina, Bleu de Chanel. La pel·lícula de la campanya va ser dirigida pel director guanyador de l'Oscar Martin Scorsese i es va estrenar l'agost del 2010.
Va interpretar el dissenyador de moda francès Yves Saint Laurent en la pel·lícula biogràfica de 2014 Saint Laurent, que li va valer un premi Lumières al millor actor i nominacions als premis César i Globus de Cristall al millor actor.
El 2016, va aparèixer en dues pel·lícules: el paper principal a It's Only the End of the World, de Xavier Dolan; i a The Dancer, de Stéphanie Di Giusto, un biopic poc convencional de la ballarina nord-americana Loie Fuller. També va protagonitzar Les Confins du Monde, de Guillaume Nicloux, amb Gérard Depardieu.
El 2017, va ser nominat al Premi del Jurat al Millor Actor al Festival Internacional de Cinema de Riviera pel seu paper a It's Only the End of the World, de Xavier Dolan, al costat del coprotagonista Vincent Cassel; la pel·lícula també va ser nominada al Gran Premi del Jurat a la Millor Pel·lícula, a més de valer-li a Ulliel un segon Premi César, al Millor Actor, i segones nominacions al Millor Actor tant als premis Lumières com al Globus de Cristall (aquest últim amb Cassel també nominat).
Ulliel era el rostre de Longchamp, una empresa francesa de cuir i articles de luxe, juntament amb Kate Moss.
El juliol de 2021, Ulliel es va unir al repartiment de la propera sèrie de streaming de superherois Moon Knight, ambientada en l'Univers Cinematogràfic Marvel. Va retratar Anton Mogart / Midnight Man.

## Vida personal
Ulliel va sortir amb l'actriu Cécile Cassel del 2005 al 2007. Va tenir una breu relació amb Charlotte Casiraghi el 2007, i va sortir amb Jordane Crantelle del 2008 al 2013.
Del 2013 a 2020, Ulliel havia mantingut una relació amb la model i cantant francesa Gaëlle Pietri. El 9 de novembre de 2015, es va anunciar que la parella esperava el seu primer fill en comú. El fill de la parella va néixer el 12 de gener de 2016.

## Mort
El 18 de gener del 2022, Ulliel va resultar greument ferit mentre esquiava a l'estació de La Rosière, a Savoia (França), en xocar amb un altre esquiador en una cruïlla entre dues pistes i patir un greu traumatisme cerebral. No duia casc. Va ser traslladat en helicòpter a la unitat de traumatologia del Centre Hospitalier Universitaire Grenoble Alpes, a la propera La Tronche. Ulliel va morir l'endemà a l'hospital, a l'edat de 37 anys.

## Filmografia

### Cinema
| Any  | Títol                                              | Paper                              | Notes | Ref.          |
| ---- | -------------------------------------------------- | ---------------------------------- | --- | ------------- |
| 1999 | Alias                                              | Nicolas Trajet                     | Curtmetratge | [ 37 ]        |
| 2001 | Brotherhood of the Wolf                            | Louis                              | | [ 38 ] [ 39 ] |
| 2002 | Summer Things                                      | Loïc                               | Premi Lumières al millor actor revelació Nominació—César al millor actor revelació                                                                                                | [ 38 ] [ 40 ] |
| 2003 | Strayed                                            | Yvan                               | Ètoils d'Or al Millor Actor Revelació Masculí Nominació—César al millor actor revelació                                                                                           | [ 38 ] [ 39 ] |
| 2004 | The Tulse Luper Suitcases, Part 2: Vaux to the Sea | Leon                               | | [ 38 ] [ 41 ] |
| 2004 | A Very Long Engagement                             | Manech Langonnet                   | César al millor actor revelació | [ 38 ] [ 42 ] |
| 2004 | Le Dernier jour                                    | Simon                              | | [ 38 ] [ 41 ] |
| 2005 | La Maison de Nina                                  | Izik                               | | [ 38 ] [ 41 ] |
| 2006 | Paris, je t'aime                                   | Gaspard                            | En la secció Le Marais (4t districte de París) dirigit per Gus Van Sant | [ 40 ]        |
| 2007 | Jacquou le Croquant                                | Jacquou                            | | [ 38 ] [ 39 ] |
| 2007 | Hannibal Rising                                    | Hannibal Lecter                    | | [ 38 ] [ 42 ] |
| 2007 | L'Inconnu                                          |                                    | Curtmetratge | [ 43 ]        |
| 2008 | La Troisième partie du monde                       | François                           | | [ 39 ] [ 40 ] |
| 2008 | The Sea Wall                                       | Joseph                             | | [ 38 ] [ 40 ] |
| 2009 | Le Premier Cercle                                  | Anton Malakian                     | | [ 39 ] [ 41 ] |
| 2009 | A Heavenly Vintage                                 | Xas, an angel (The Vintner's Luck) | | [ 38 ] [ 39 ] |
| 2009 | Ultimatum                                          | Nathanaël                          | | [ 39 ] [ 40 ] |
| 2010 | The Princess of Montpensier                        | Henri de Guise                     | | [ 38 ] [ 39 ] |
| 2011 | The Art of Love                                    | William                            | | [ 39 ]        |
| 2012 | Mes amours décomposé(s)                            | Corps                              | Curtmetratge | [ 38 ]        |
| 2012 | Tu honoreras ta mère et ta mère                    | Balthazar                          | | [ 43 ]        |
| 2012 | Rise of the Guardians                              | Jack Frost                         | Pel·lícula animada; Veu francesa | [ 44 ]        |
| 2014 | Saint Laurent                                      | Yves Saint Laurent                 | Premi Lumières al millor actor Nominació—César al millor actor Nominació—Premi Globus de Cristall al Millor Actor                                                                 | [ 38 ] [ 39 ] |
| 2016 | It's Only the End of the World                     | Louis                              | César Award for Best Actor Nominació—Premi Lumières al millor actor Nominació—Premi Globus de Cristall al Millor Actor Nominació—Riviera International Film Festival - Best Actor | [ 38 ] [ 41 ] |
| 2016 | The Dancer                                         | Louis                              | | [ 38 ] [ 40 ] |
| 2017 | Ordeal                                             | Jean                               | Short film | [ 43 ]        |
| 2018 | Eva                                                | Bertrand Valade                    | | [ 38 ] [ 40 ] |
| 2018 | To the Ends of the World                           | Robert Tassen                      | | [ 38 ]        |
| 2018 | 9 Fingers                                          | The doctor                         | | [ 38 ]        |
| 2018 | One Nation, One King                               | Basile                             | | [ 38 ]        |
| 2019 | Sibyl                                              | Igor                               | | [ 38 ] [ 40 ] |
| 2022 | More Than Ever                                     |                                    | Post-producció; alliberament pòstum; paper final de pel·lícula | [ 45 ]        |

### Televisió
| Any  | Títol                         | Paper                           | Notes                                                | Ref.   |
| ---- | ----------------------------- | ------------------------------- | ---------------------------------------------------- | ------ |
| 1997 | Mission protection rapprochée | Olivier Rousseau                | 1 episodi                                            | [ 43 ] |
| 1998 | Bonnes vacances               | Joël                            | pel·lícula de televisió                              | [ 43 ] |
| 1999 | Le Refuge                     | Quentin                         | 1 episodi                                            | [ 43 ] |
| 1999 | La Bascule                    | Olivier Baron                   | pel·lícula de televisió                              | [ 43 ] |
| 1999 | Juliette                      | Nicolas Dastier                 | pel·lícula de televisió                              | [ 43 ] |
| 2000 | Julien l'apprenti             | Julien als 14 anys              | pel·lícula de televisió                              | [ 43 ] |
| 2000 | L'Oiseau rare                 | Gaspard                         | pel·lícula de televisió                              | [ 43 ] |
| 2004 | Navarro                       | Thierry Morlaas                 | 1 episodi                                            | [ 43 ] |
| 2009 | Myster Mocky présente         | Diversos                        | 1 episodi                                            | [ 43 ] |
| 2016 | Vadim Mister Cool             | Recitant / Narrador (veu)       | pel·lícula de televisió                              | [ 46 ] |
| 2018 | Il était une seconde fois     | Vincent Dauda                   |                                                      | [ 47 ] |
| 2022 | Moon Knight                   | Anton Mogart / Home de mitjanit | sèrie Disney+; Estrena pòstum Rol final de televisió | [ 48 ] |

### Teatre
| Any  | Títol                  | Autor      | Director            | Ref.   |
| ---- | ---------------------- | ---------- | ------------------- | ------ |
| 2012 | Entertaining Mr Sloane | Joe Orton  | Michel Fau          | [ 49 ] |
| 2015 | Démons                 | Lars Norén | Marcial Di Fonzo Bo | [ 50 ] |

## Honors
- Cavaller de l'Ordre de les Arts i les Lletres (2015)[51]